# Joaquín Szuchman
Joaquín Szuchman (in ebraico חואקין שוכמן‎?; Concordia, 29 gennaio 1995) è un cestista argentino con cittadinanza israeliana.

## Palmarès
- Liga Leumit: 1

Hapoel Galil Gilboa: 2015-2016
- Balkan International Basketball League: 1

Hapoel Be'er Sheva: 2022-2023